# جورج تاليافيرو
جورج تاليافيرو (بالإنجليزية: George Taliaferro)‏ هو لاعب كرة قدم أمريكية أمريكي، ولد في 8 يناير 1927 في غيتس في الولايات المتحدة، وتوفي في 8 أكتوبر 2018 في بلومنغتون في الولايات المتحدة بسبب مرض آلزهايمر.

## وصلات خارجية
- جورج تاليافيرو على موقع مرجع كرة القدم المحترفة.كوم (الإنجليزية)